# Vodovodna instalacija
Vodovodnu instalaciju čine: cevi, cevni priključci, kolena, ventili, slavine i drugo. Vodovodna instalacija služi za dovod pitke vode kroz cevi do umivaonika, sudopere, vodokotlića, kade,bojlera i mašina za pranje veša i sudova. Delovi kućnog vodovoda čine: priključak na uličnu vodovodnu cev, uvod u zgradu i razvodna mreža po zgradi. Voda se može dobijati iz gradskog vodovoda ili iz bunara, cisterne i izvora. Svaki objekat koji se priključuje na gradski vodovod na vodovodnim cevima kroz koje dolazi voda treba imati glavni ventil i vodomer, koji se nalaze najčešće u podrumu ili u šahti pored objekta.
Glavni ventil  jeste uređaj koji kontroliše tok vode u vodovodnim instalacijama. Pomoću njega voda se isključuje u slučaju kvara ili nekih radova u objektu, a postoje i posebni ventili za svaki stan u zgradi kojima se isključuje voda u samom stanu. Pomoću vodomera očitava se potrošnja vode. Materijali koji se koriste za izradu cevi za vodu moraju zadovoljiti određene standarde kako ne bi ugrozili kvalitet vode i higijenske uslove. Danas se najčešće upotrebljavaju plastične cevi jer su otporne na koroziju, lako se ugrađuju i menjaju.
Cevovod je svaki sistem koji prenosi tečnosti za širok spektar primena. Vodovod koristi cevi, ventile, vodovodne instalacije, rezervoare i druge uređaje za transport tečnosti. Grejanje i hlađenje (HVAC), uklanjanje otpada i dostava vode za piće su među najčešćim upotrebama vodovoda, ali nije ograničeno na ove primene. Reč potiče od latinskog za olovo, plumbum, pošto su prve efektivne cevi korišćene u rimsko doba bile olovne cevi.
U razvijenom svetu, vodovodna infrastruktura je kritična za javno zdravlje i kanalizaciju.

## Istorija
Vodovod je nastao tokom drevnih civilizacija, pošto su razvili javna kupatila i morali su da obezbede vodu za piće i uklanjanje otpadnih voda za veći broj ljudi.
Mesopotamci su upoznali svet sa glinenim kanalizacionim cevima oko 4000 godina pre nove ere, sa najranijim primerima pronađenim u hramu Bel u Nipuru i u Ešnuni, koje su korišćene za uklanjanje otpadnih voda sa lokacija i zahvatanje kišnice u bunarima. Grad Uruk sadrži najstarije poznate primere toaleta izgrađenih od cigle, izgrađenih na vrhu međusobno povezanih kanalizacionih cevi od pečene gline, oko 3200. godine p. n. e.. Glinene cevi su kasnije korišćene u hetitskom gradu Hatuša. One su imale su lako odvojive i zamenljive segmente i omogućavali su čišćenje.
Standardizovane zemljane vodovodne cevi sa širokim prirubnicama koje koriste asfalt za sprečavanje curenja pojavile su se u urbanim naseljima civilizacije doline Inda do 2700. godine pre nove ere.
Bakarni cevovodi su se pojavili u Egiptu do 2400. godine pre nove ere, sa piramidom Sahure i susednim hramskim kompleksom u Abusiru, za koje je otkriveno da su povezani bakarnom otpadnom cevi.
Reč plumber (vodoinstalater) potiče iz Rimskog carstva. Latinski za olovo je plumbum. Rimski krovovi su koristili olovo u cevovodima za prikupljanje vode i odvodnim cevima, a neki su takođe bili prekriveni olovom. Olovo se takođe koristilo za cevovode i za pravljenje kupatila.
Vodovod je dostigao svoj rani vrhunac u starom Rimu, gde su uvedeni ekspanzivni sistemi akvadukta, uklanjanje otpadnih voda sa pločica i široka upotreba olovnih cevi. Rimljani su koristili natpise na olovnim cevima da bi sprečili krađu vode. Sa padom Rima vodosnabdevanje i kanalizacija su stagnirali, ili nazadovali više od 1000 godina. Poboljšanje je bilo veoma sporo, sa malim efektivnim napretkom sve do porasta modernih gusto naseljenih gradova 1800-ih. Tokom ovog perioda, javne zdravstvene vlasti su počele da vrše pritisak da se instaliraju bolji sistemi za odlaganje otpada, kako bi se sprečile ili kontrolisale epidemije bolesti. Ranije se sistem odlaganja otpada sastojao od sakupljanja otpada i bacanja na zemlju ili u reku. Na kraju su razvojem odvojenih, podzemnih voda i kanalizacionih sistema eliminisani otvoreni kanalizacioni jarci i septičke jame.
U post-klasičnoj Kilvi bogataši su uživali u unutrašnjem vodovodu u svojim kamenim kućama.
Većina velikih gradova danas odvodi čvrsti otpad u postrojenja za prečišćavanje otpadnih voda kako bi se odvojila i delimično prečistila voda, pre nego što se isprazni u potoke ili druge vodene površine. Za upotrebu vode za piće, cevi od pocinkovanog gvožđa su bile uobičajene u Sjedinjenim Državama od kasnih 1800-ih pa sve do oko 1960. Nakon tog perioda, bakarni cevovodi su preuzeli primat, prvo od mekog bakra sa proširenim spojevima, a zatim sa krutim bakarnim cevima pomoću zalemljenih fitinga.
Upotreba olova za vodu za piće naglo je opala nakon Drugog svetskog rata zbog povećane svesti o opasnostima od trovanja olovom. U to vreme, bakarni cevovodi su predstavljeni kao bolja i sigurnija alternativa olovnim cevima.

## Literatura
- Teresi, Dick (2002). Lost Discoveries: The Ancient Roots of Modern Science--from the Babylonians to the Maya. New York: Simon & Schuster. стр. 351–352. ISBN 0-684-83718-8.
- Casson, Lionel. (1998). Everyday Life in Ancient Rome. Baltimore: The Johns Hopkins University Press. стр. 40..
- Aicher, Peter. Guide to Aqueducts of Ancient Rome. Wauconda, Illinois: Bolchazy-Carducci Inc., 1995.
- Amulree, Lord. “Hygienic Conditions in Ancient Rome and Modern London.” Medical History.(Great Britain), 1973, 17(3) pp. 244–255.
- Coates-Stephens, Robert. "The Walls and Aqueducts of Rome in the Early Middle Ages, A.D. 500-1000." The Journal of Roman Studies Vol. 88 (1998): 167-78.
- Farnsworth Gray, Harold. "Sewerage in Ancient and Mediaeval Times." Sewage Works Journal Vol.12.5 (1940): 939-46.
- Gowers, Emily. "The Anatomy of Rome from Capitol to Cloaca." The Journal of Roman Studies Vol.85 (1995): 23-32.
- Greene, William Chase. The Achievement of Rome; A Chapter in Civilization. Cambridge, Harvard University Press, 1938
- Howatson, M.C. "The Oxford Companion to Classical Literature." Oxford University Press, 2013
- James, Peter and Nick Thorpe. Ancient Inventions. New York: Balentine Books, 1994.
- Owens, E.J. The City in the Greek and Roman World. London: Routledge, 1991.
- Shelton, Joann. As the Romans Did: A Source Book in Roman Social History. New York: Oxford University Press,1988
- Stambaugh, John E. The Ancient Roman City. Maryland: The Johns Hopkins University Press, 1988.
- Mirsky, Steve (2013). „Getting to the Bottom”. Scientific American (на језику: енглески). 308 (3): 85. Bibcode:2013SciAm.308c..85M. doi:10.1038/scientificamerican0313-85.
- Mirsky, Steve (2013). „Getting to the Bottom”. Scientific American (на језику: енглески). 308 (3): 85. Bibcode:2013SciAm.308c..85M. doi:10.1038/scientificamerican0313-85.
- Mitchell, Piers D. (јануар 2017). „Human parasites in the Roman World: health consequences of conquering an empire”. Parasitology. 144 (1): 48—58. ISSN 0031-1820. PMID 26741568. doi:10.1017/S0031182015001651 .
- „Death and Disease in Ancient Rome”. www.innominatesociety.com. Приступљено 2018-01-02.
- Juuti, Petri S., Tapio S. Katko, and Heikki S. Vuorinen. Environmental history of water: global views on community water supply and sanitation.. (IWA Publishing, 2007)
- Teresi, Dick;  . (2002). Lost Discoveries: The Ancient Roots of Modern Science—from the Babylonians to the Maya. New York: Simon & Schuster. стр. 352. ISBN 978-0-684-83718-5.
- Ashkenazi, Eli (9. 11. 2012). „Ancient well reveals secrets of first Jezreel Valley farmers”. haaretz.com. Haaretz. Архивирано из оригинала 29. 3. 2014. г. Приступљено 26. 3. 2014.
- Childe, V.; Paterson, J.; Thomas, Bryce (30. 11. 1929). „Provisional Report on the Excavations at Skara Brae, and on Finds from the 1927 and 1928 Campaigns. With a Report on Bones”. Proceedings of the Society of Antiquaries of Scotland. 63: 225—280. Архивирано из оригинала 3. 10. 2020. г. Приступљено 6. 5. 2020.
- Suddath, Claire (19. 11. 2009). „A Brief History of Toilets”. Time. Time. Архивирано из оригинала 19. 2. 2020. г. Приступљено 6. 5. 2020.
- Mark, Joshua, J. „Skara Brae”. World History Encyclopedia. Архивирано из оригинала 28. 9. 2020. г. Приступљено 6. 5. 2020.
- Grant, Walter G., F.S.A.ScoT.; Childe, V. G., F.S.A.ScoT. (1938). „A STONE-AGE SETTLEMENT AT THE BRAES OF RINYO, ROUSAY, ORKNEY. (FIRST REPORT.)”. Proceedings of the Society of Antiquaries of Scotland. 72. Архивирано из оригинала 3. 10. 2020. г. Приступљено 6. 5. 2020.
- Childe, Vere Gordon; Clarke, D. V. (1931). Skara Brae (на језику: енглески). UK: H.M.S.O., previously: Kegan Paul, Trench, Trubner & Company, Limited. стр. 12, 20, 28. ISBN 9780114917555. Архивирано из оригинала 19. 4. 2021. г. Приступљено 25. 5. 2020.
- Khouri, N; Kalbermatten, J. M.; Bartone, C. R. „Reuse of wastewater in agriculture: A guide for planners” (PDF). Архивирано (PDF) из оригинала 5. 5. 2020. г. Приступљено 29. 7. 2016.

## Spoljašnje veze
- ATSDR Case Studies in Environmental Medicine: Lead Toxicity Архивирано 2012-07-18 на сајту  U.S. Department of Health and Human Services
- Lead Water Pipes and Infant Mortality in Turn-of-the-Century Massachusetts
- Case Studies in Environmental Medicine - Lead Toxicity Архивирано на веб-сајту  (5. јун 2009)
- ToxFAQs: Lead Архивирано на веб-сајту  (5. октобар 1999)
- The History of Plumbing - Pompeii & Herculaneum
- Waters Of Rome
- The History of Roman plumbing and sewers
- Imperial Rome Water Systems
- When Was Plumbing Invented Complete History